# Michel Verkindère
Michel Verkindère (1911.) je bivši francuski hokejaš na travi.
Na hokejaškom turniru na Olimpijskim igrama 1936. u Berlinu je igrao za Francusku. Francuska je osvojila 4. mjesto, izgubivši u poluzavršnici od kasnijeg olimpijskog pobjednika Indije, a za broncu je tijesno izgubila od Nizozemske s 3:4. 

## Vanjske poveznice
- Profil na Sports Reference.com  Arhivirana inačica izvorne stranice od 19. svibnja 2011. (Wayback Machine)